# ديفيد بروكس
ديفيد بروكس (بالإنجليزية: David Brooks)‏ (8 يوليو 1997 في المملكة المتحدة - ) هو لاعب كرة قدم بريطاني في مركز الوسط. لعب مع نادي بورنموث.

## وصلات خارجية
- ديفيد بروكس على موقع الاتحاد الأوربي (الإنجليزية)
- ديفيد بروكس على موقع قاعدة بيانات كرة القدم.إي يو (الإنجليزية)
- ديفيد بروكس على موقع ناشيونال فوتبول تيمز (الإنجليزية)
- ديفيد بروكس على موقع Soccerbase.com (لاعب) (الإنجليزية)
- ديفيد بروكس على موقع Soccerway.com (الإنجليزية)
- ديفيد بروكس على موقع عالم كرة القدم.نت (الإنجليزية)